# 최범호
최범호(崔範浩, 1964년 11월 21일 ~ )는 대한민국의 배우이다.

## 학력
- 1988년 전남대학교 지역개발학과 학사(84학번)

## 이력
1983년 연극배우 첫 데뷔하였고 1991년 영화배우 데뷔한 그는 이듬해 1992년 MBC 21기 공채 탤런트로 선발되었다.

## 출연작

### 영화
- 《위기의 용사 반달가면》 (1991년) - 김 형사 역
- 《서울이 보이냐?》 (2008년) - 성인 윤복 역
- 《길》 (2009년)
- 《한걸음》 (2010년)
- 《고치방》 (2011년) - 엄형수 역
- 《알투비: 리턴투베이스》 (2012년) - 항공전대장 역
- 《누나》 (2013년) - 윤희 부 역
- 《감기》 (2013년) - 최동치 역
- 《기음》 (2015년)
- 《하프》 (2016년) - 교도소장 역
- 《보통사람》 (2017년) - 의사 역
- 《얼굴없는 보스》 (2019년) - 신연식 비서 역

### 드라마 & 시트콤
- 《제3공화국》 (1993년, MBC) - 제2해병여단 중대장 이준섭 대위 역
- 《사랑을 그대 품안에》 (1994년, MBC)
- 《제4공화국》 (1995년, MBC)
- 《파리공원의 아침》 (1996년, KBS2)
- 《나》 (1996년, MBC)
- 《강가에 앉아서 울다》 (1996년, MBC)
- 《별은 내 가슴에》 (1997년, MBC)
- 《꿈의 궁전》 (1997년, SBS)
- 《의가형제》 (1997년, MBC) - 강릉병원 임상병리과 혈액은행 방은철 기사 역
- 《산》 (1997년, MBC)
- 《불꽃놀이》 (1997년, MBC)
- 《맏이》 (1998년, MBC)
- 《육남매》 (1998년, MBC) - 넝마꾼
- 《피아노》 (1998년, MBC)
- 《하나뿐인 당신》 (1999년, MBC)
- 《눈물이 보일까봐》 (1999년, MBC)
- 《허준》 (1999년, MBC)
- 《나쁜 친구들》 (2000년, MBC)
- 《이브의 모든 것》 (2000년, MBC)
- 《뜨거운 것이 좋아》 (2000년, MBC)
- 《시트콤 세 친구》 (2000년, MBC)
- 《온달 왕자들》 (2000년, MBC)
- 《황금시대》 (2000년, MBC)
- 《엄마야 누나야》 (2001년, MBC)
- 《그래도 사랑해》 (2001년, SBS)
- 《그 여자네 집》 (2001년, MBC)
- 《네 자매 이야기》 (2001년, MBC)
- 《홍국영》 (2001년, MBC)
- 《상도》 (2001년, MBC)
- 《화려한 시절》 (2001년, SBS)
- 《우리집》 (2001년, MBC) - 태실 엄마와 길거리 싸움한 여자의 남편 역
- 《MBC 베스트극장 - 내 약혼녀 이야기》 (2001년, MBC)
- 《네 멋대로 해라》 (2002년, MBC) - 경찰 역
- 《역사탐구 과거와의 대화》 (2002년, EBS)
- 《역사극장》 (2003년, EBS)
- 《야인시대》 (2003년, SBS) - 육군참모총장 정일권 장군 역
- 《올인》 (2003년, SBS)
- 《사막의 샘》 (2003년, MBC)
- 《내 인생의 콩깍지》 (2003년, MBC) - 은영과 경수가 활동하는 상대당 운동원 역
- 《대장금》 (2003년, MBC)
- 《왕의 여자》 (2003년, SBS)
- 《장미의 전쟁》 (2004년, MBC)
- 《영웅시대》 (2004년, MBC)
- 《러브스토리 인 하버드》 (2004년, SBS) - 제이슨의 부하 역
- 《불멸의 이순신》 (2005년, KBS1) - 임세록 역
- 《떨리는 가슴》 (2005년, MBC)
- 《제5공화국》 (2005년, MBC) - 특전사령부 부사령관 이순길 장군 역
- 《신돈》 (2005년, MBC) - 최화상 역
- 《불꽃놀이》 (2006년, MBC)
- 《주몽》 (2006년, MBC)
- 《90일, 사랑할 시간》 (2006년, MBC) - 학교 선생님 역
- 《문희》 (2007년, MBC)
- 《하얀거탑》 (2007년, MBC) - 췌장암 환자 권순일 역
- 《그라운드 제로》 (2007년, MBC) - 박달구 역
- 《이산》 (2007년, MBC) - 정조 내시 역
- 《혼》 (2009년, MBC)
- 《히어로》 (2009년, MBC) - 장흥기 역
- 《추노》 (2010년, KBS2) - 사또 역
- 《김수로》 (2010년, MBC)
- 《특수사건 전담반 TEN》 (2011년 ~ 2012년, OCN) - 정우식 국장 역
- 《계백》 (2011년, MBC)
- 《무신》 (2012년, MBC)
- 《넝쿨째 굴러온 당신》 (2012년, KBS2) - 의사 역
- 《마의》 (2012년, MBC) - 조정철 역
- 《대왕의 꿈》 (2012년, KBS1) - 찬덕 역
- 《못난이 송편》 (2012년, MBC) - 오아영과 오태수의 아버지 역
- 《특수사건 전담반 TEN 2》 (2013년, OCN) - 정우식 국장 역
- 《제왕의 딸 수백향》 (2013년, MBC) - 여목 역
- 《스캔들: 매우 충격적이고 부도덕한 사건》 (2013년, MBC)
- 《응급남녀》 (2014년, tvN) - 고중훈 역
- 《리셋》 (2014년, OCN)
- 《유나의 거리》 (2014년, JTBC) - 곽 사장 역
- 《전설의 마녀》 (2014년~2015년, MBC) - 서미오의 아버지 역
- 《에이스》 (2015년, SBS) - 조사계장 역
- 《위대한 이야기 - 영자의 전성시대》 (2015년, tvN & TV조선)
- 《위대한 이야기 - 입시의 정석》 (2015년, tvN & TV조선)
- 《화정》 (2015년, MBC) - 장의원 역
- 《어셈블리》 (2015년, KBS2) - 비서실장 역
- 《화려한 유혹》 (2015년, MBC)
- 《월계수 양복점 신사들》 (2016년, KBS2) - 최철호 변호사 역
- 《불어라 미풍아》 (2016년, MBC)
- 《아버님 제가 모실게요》 (2016년, MBC) - 형사 역
- 《쓸쓸하고 찬란하神 - 도깨비》 (2017년, tvN)
- 《자체발광 오피스》 (2017년, MBC) - 서태우 역
- 《애타는 로맨스》 (2017년, OCN)
- 《이상한 나라의 특별식사》 (2017년, 웹드라마) - 석봉 역
- 《듀얼》 (2017년, OCN) - 장수연의 담당의사 역
- 《학교 2017》 (2017년, KBS2) - 장학사 역
- 《아르곤》 (2017년, tvN)
- 《20세기 소년소녀》 (2017년, MBC) - 한학규 역
- 《돌아온 복단지》 (2017년, MBC) - 선우진 역
- 《블랙》 (2017년, OCN) - 무진서 청장 송재근 역
- 《저글러스》 (2017년, KBS2)
- 《미스티》 (2018년, JTBC)
- 《강남 스캔들》 (2018년, SBS) - 유명준 역
- 《트랩》 (2019년, OCN) - 수색팀장 역
- 《자백》 (2019년, tvN) - 판사 역
- 《웰컴2라이프》 (2019년, MBC) - 노수찬 역 (특별출연)
- 《포레스트》 (2020년, KBS2) - 서석용 역
- 《부부의 세계》 (2020년, JTBC) - 최 회장 역
- 《트레이서》 (2022년, MBC) - 부이사관 역
- 《어게인 마이 라이프》 (2022년, SBS)
- 《오랫동안 당신을 기다렸습니다》 (2023년, ENA) - 유정숙, 정우노의 변호인 역
- 《낮과 밤이 다른 그녀》 (2024년, JTBC) - 고나흔 역
- 《협상의 기술》 (2025년, JTBC) - 박태호 역

### 라디오 프로그램
- 2015년 EBS FM 《EBS 책 읽는 라디오 낭독 시리즈》

### 광고
- 2020년 알콘